# Grass - Moukebrill
Grass - Moukebrill este o arie protejată (arie specială de conservare — SAC, sit de importanță comunitară — SCI) din Luxemburg întinsă pe o suprafață de 200,04 ha, integral pe uscat.

## Localizare
Centrul sitului Grass - Moukebrill este situat la coordonatele 49°37′44″N 5°53′54″E / 49.6289°N 5.8983°E.

## Înființare
Situl Grass - Moukebrill a fost declarat sit de importanță comunitară în decembrie 1998 pentru a proteja 3 specii de animale. Situl a fost protejat și ca arie specială de conservare în noiembrie 2009.

## Biodiversitate
Situată în ecoregiunea continentală, aria protejată conține 3 habitate naturale: Păduri de fag Asperulo-Fagetum, Păduri de stejar sau de stejar și carpen sub-atlantice și medio-europene de Carpinion betuli, Păduri aluvionare cu Alnus glutinosa și Fraxinus excelsior (Alno-Padion, Alnion incanae, Salicion albae).
La baza desemnării sitului se află mai multe specii protejate:
- păsări (1): ciocănitoarea de stejar (Dendrocopos medius)
- amfibieni (1): triton cu creastă (Triturus cristatus)
- mamifere (1): liliac cu urechi mari (Myotis bechsteinii)

Pe lângă speciile protejate, pe teritoriul sitului au mai fost identificate 1 specie de mamifere.